# ガムシャラ旅行団
ガムシャラ旅行団（ガムシャラりょこうだん）はEXエンタテイメントで放送された旅番組の一つ。TwellV（BS12）で再放送。

## 放送内容

### Part-1[メコン編]
1. 中国昆明へ…（昆明）
2. 石林を目指して…（昆明→石林）
3. 中国大理へ…（→大理）
4. 大理観光
5. 中国景洪へ（大理→景洪）
6. メコン川との出会い（景洪→勐臘）
7. 中国→ラオス（勐臘→勐罕→ルアンナムター）
8. （ルアンナムター→バンビエン→ビエンチャン→パークセー）
9. ラオスの魅力
10. 4000 ISLANDS（パークセー→シーパンドン）
11. LAOS→CAMBODIA（→ストゥントレン）
12. CAMBODIA→VIETNAM（ストゥントレン→プノンペン→チャウドック→）

### Part-2[メキシコ編]
1. from Japan to Cancun
2. from Cancun to Chichen Itza
3. （サンクリストバル・デ・ラスカサス）
4. from Chiapas to Oaxca
5. （オアハカ→サンミゲル）
6. from Guadalajara to Mexico city

### Part-3[シルクロード編]
1. （成田空港→北京→ウルムチ）
2. （ウルムチ→トルファン→トゥエゴ）
3. （トルファン→コルラ→ニヤ→ホータン）
4. （ホータン→ヤルカンド）
5. （ヤルカンド→カシュガル）
6. （カシュガル→タシュクルガン）
7. （タシュクルガン→クンジュラブ峠）

### Part-4[チベット編]
1. はじめてのチベット（成都→ラサ）
2. ショトン祭り
3. 思いやり
4. slow travel（ラサ→ギャンツェ→シガツェ）
5. 天空の大地へ（シガツェ→ラツェ→オールドティンリー）
6. 国境越え（オールドティンリー→ダム→コダリ）
7. カトマンドゥの誘い（カトマンドゥ）
8. 旅の終焉（カトマンドゥ→ナランガット→ビルゴンズ→デリー）

### Part-5[クロアチア編]
1. （ザグレブ）
2. （ザグレブ→プリトヴィツェ湖群国立公園→スプリット）
3. （スプリット→ヴィス島→ストン）
4. （ストン→ドブロブニク→プレブラカ半島）